# اکبرآباد (ایراندگان)
اکبرآباد یک منطقهٔ مسکونی در ایران است که در دهستان کهنوک واقع شده‌است. اکبرآباد ۲۸ نفر جمعیت دارد.